# Lozovo
Lozovo (makedonska: Лозово) är en ort i Nordmakedonien.   Den är huvudort i kommunen med samma namn, i den centrala delen av landet, 50 kilometer sydost om huvudstaden Skopje. Lozovo ligger 287 meter över havet och antalet invånare är 2 836.